# Ixora
Ixora L. è un genere di piante della famiglia Rubiaceae.. È l'unico genere della tribù Ixoreae.

## Tassonomia
Il genere comprende oltre 500 specie, tra le quali:
- Ixora albersii K.Schum.
- Ixora beckleri Benth.
- Ixora brevipedunculata Fosberg
- Ixora calycina Thwaites
- Ixora coccinea L.
- Ixora foliosa Hiern
- Ixora johnsonii Hook.f.
- Ixora jucunda Thwaites
- Ixora lawsonii Gamble
- Ixora malabarica (Dennst.) Mabb.
- Ixora marquesensis F.Br.
- Ixora moorensis (Nadeaud) Fosberg
- Ixora nigerica Keay
- Ixora ooumuensis J.Florence
- Ixora pavetta
- Ixora pudica Baker
- Ixora raiateensis J.W.Moore
- Ixora raivavaensis Fosberg
- Ixora saulierei Gamble
- Ixora setchellii Fosberg
- Ixora st.-johnii Fosberg
- Ixora stokesii F.Br.
- Ixora temehaniensis J.W.Moore
- Ixora umbellata Valeton ex Koord. & Valeton